# Alcyonidium cellarioides
Alcyonidium cellarioides is een mosdiertjessoort uit de familie van de Alcyonidiidae. De wetenschappelijke naam van de soort is voor het eerst geldig gepubliceerd in 1900 door Calvet.